# Joan Ángel Román
Joan Ángel Román Ollè, mais conhecido como Joan Román (Reus, Tarragona, 18 de maio de 1993) é um futebolista espanhol que atua como atacante. Atualmente atua no Śląsk Wrocław (Polónia)

## Carreira

### Categorias de base
Nascido em Reus, Tarragona, Catalunha, Joan Román começou sua carreira em 2006 nas categorias de base do Espanyol, onde ficou até 2009, quando acertou com o Manchester City. Pelo time da Inglaterra, chegou a jogar  pelo juvenil e pelos reservas.

### Barcelona B
Na temporada 2012–13, voltou para a Espanha e acertou um contrato de 3 anos com o Barcelona B.

### Villarreal
Em janeiro de 2014, foi emprestado por 6 meses, ao Villarreal.

### Braga
A 29 de Junho de 2015 assinou contrato com o Sporting de Braga, com duração até 2019 e valor de 750 mil euros. No seu jogo de estreia na Liga Portuguesa, frente ao Nacional da Madeira, entrou aos 73 minutos para o lugar de Pedro Santos e marcou um golo, selando a vitória da sua equipa por 2-1.

### Nacional
Foi emprestado para o CD Nacional no dia 18 de janeiro de 2016 e voltará a jogar pelo SC Braga no dia 30 de junho de 2016.